# Havard Thorfinnsson
Havard Thorfinnsson (942-979/980) apodado el Próspero fue un caudillo vikingo de las Orcadas, hijo del jarl Thorfinn Hausakljúfr y Grelod. Fue jarl del archipiélago entre 979 y 980. Casó con Ragnhild Eiríksdóttir, hija de Erico I de Noruega y viuda de su hermano Arnfinn. Obtuvo la posición de jarl de las Orcadas durante breve tiempo, murió en su lecho y fue enterrado en Hvardstiegar, Stennis, Islas Orcadas. 

## Saga Orkneyinga
La versión de la saga Orkneyinga es que fue el asesino de su hermano Arnfinn movido por la lujuria y ambición de Ragnhild, y a su vez asesinado por Einar Klining (posible sobrino del jarl) con falsas promesas de matrimonio y poder como nuevo jarl. Einar aparece como un ambicioso caudillo, con muchos seguidores, y que participaba habitualmente en numerosas expediciones vikingas durante el verano. Su apodo significa, literalmente, «pan con mantequilla».